# Nectopsyche gemmoides
Nectopsyche gemmoides är en nattsländeart som beskrevs av Oliver S. Flint Jr. 1981. Nectopsyche gemmoides ingår i släktet Nectopsyche och familjen långhornssländor. Inga underarter finns listade i Catalogue of Life.